# سمیر زازو
سمیر زازو (انگلیسی: Samir Zazou؛ زادهٔ ۲۴ مارس ۱۹۸۰) بازیکن فوتبال اهل الجزایر بود.
از باشگاه‌هایی که در آن بازی کرده‌است می‌توان به باشگاه فوتبال المپیک شلف، باشگاه فوتبال شباب بلوزداد و باشگاه فوتبال القبائل اشاره کرد.
وی همچنین در تیم ملی فوتبال الجزایر بازی کرده‌است.